# Piecziszczi (Tatarstan)
Piecziszczi (ros. Печищи) – wieś (sieło) w Rosji, w Tatarstanie, w rejonie wierchnieusłońskim. W 2021 liczyła 754 mieszkańców.